# Carex tahitensis
Carex tahitensis là một loài thực vật có hoa trong họ Cói. Loài này được F.Br. mô tả khoa học đầu tiên năm 1930.